# هواپیما (فیلم)
هواپیما (به انگلیسی: Plane) یک فیلم اکشن و دلهره‌آور آمریکایی محصول سال ۲۰۲۳ به کارگردانی ژان فرانسوا ریشه، نویسندگی چارلز کامینگ و جی پی دیویس با بازی جرارد باتلر، مایک کولتر و تونی گلدوین است. داستان این فیلم حول محور خلبانی است که پس از یک فرود اضطراری در قلمرو متخاصمان باید جان سالم به در ببرد.
هواپیما در تاریخ ۱۳ ژانویه ۲۰۲۳ توسط لاینزگیت در سینماهای ایالات متحده اکران شد. این فیلم ۷۴٫۱ میلیون دلار فروش داشت و به‌طور کلی نقدهای مطلوبی دریافت کرد.

## داستان
خلبان تجاری برودی تورنس (با بازی باتلر) پس از یک طوفان مهیب به هواپیما فرود اضطراری را انجام می‌دهد. هواپیما در جزیره متخاصم جولو، فیلیپین فرود می‌آید. به زودی، مسافران توسط شبه نظامیان محلی جزیره گروگان گرفته می‌شوند. برودی تصمیم می‌گیرد از محکوم فراری (با بازی کولتر) که در طول پرواز تجاری خود حمل می‌کرد کمک بگیرد. آنها با هم همکاری می‌کنند تا مسافران را نجات دهند و از جزیره فرار کنند.

## تولید
تصویربرداری اصلی در اوت ۲۰۲۱ در پورتوریکو آغاز شد. و در اکتبر به پایان رسید.

## انتشار
هواپیما در تاریخ ۱۳ ژانویه ۲۰۲۳ توسط لاینزگیت در سینماهای ایالات متحده اکران شد. این فیلم قبلاً برای انتشار در ۲۷ ژانویه ۲۰۲۳ تنظیم شده بود.

## بازخورد

### گیشه
این فیلم در ایالات متحده و کانادا، در کنار فیلم‌های مهمانی خانگی و مردی بنام اتو اکران شد و پیش‌بینی می‌شد در آخر هفته افتتاحیه خود از ۳۰۲۳ سینما ۷ تا ۱۰ میلیون دلار بفروشد. این فیلم در روز اول اکران ۳ میلیون دلار از جمله ۴۳۵٫۰۰۰ دلار از پیش نمایش‌های پنجشنبه شب به دست آورد. این فیلم به ۱۰٫۲ میلیون دلار رسید و در رتبه پنجم قرار گرفت.

### پاسخ انتقادی
در وبگاه جمع‌آوری نقد راتن تومیتوز، ٪۷۷ از ۱۵۸ بررسی منتقدان مثبت است و میانگینِ امتیاز آن ۶/۱۰ است. اجماع این وبگاه چنین می‌نویسد: «هواپیما یک مسیر استاندارد اکشن-ماجراجویی را با ارتفاع کروز خود در فاصله چند مایلی بالاتر از فیلم ویدئویی ترسیم می‌کند - اما با حضور جرارد باتلر در کابین خلبان، علاقه‌مندان به تریلر ممکن است هنوز این پرواز را نسبتاً سرگرم‌کننده بدانند.» این فیلم در متاکریتیک که از میانگین وزنی استفاده می‌کند، بر اساس نظر ۴۳ منتقدین امتیاز ۶۲ از ۱۰۰ را کسب کرده که نشان‌گر «نقدهای عموماً مطلوب» است. تماشاگرانی که توسط سینماسکور مورد بررسی قرار گرفتند به فیلم نمره متوسط «B+» در مقیاس A+ تا F دادند، در حالی که آنهایی که توسط پست‌ترک شرکت کردند ۸۳٪ نمره مثبت به فیلم دادند و ۶۳٪ گفتند که قطعاً آن را توصیه می‌کنند.